# Parafia Miłosierdzia Bożego w Świebodzinie
Parafia Miłosierdzia Bożego w Świebodzinie – jedna z trzech rzymskokatolickich parafii w mieście Świebodzin, należąca do dekanatu Świebodzin – Miłosierdzia Bożego diecezji zielonogórsko-gorzowskiej, metropolii szczecińsko-kamieńskiej w Polsce, erygowana 25 sierpnia 1999. Obsługiwana przez księży diecezjalnych. Mieści się na Osiedlu Łużyckim. Jest najmłodszą parafią w mieście. Kościół parafialny jest diecezjalnym sanktuarium Miłosierdzia Bożego.

## Proboszczowie (kustosze sanktuarium)
- ks. kan. Paweł Bryk (od 2023)
- ks. kan. Mariusz Kołodziej (2018–2023)
- ks. kan. dr Jan Romaniuk (2014–2018)
- ks. kan. Zygmunt Zimnawoda (2010–2014)
- ks. prałat Sylwester Zawadzki (1999–2010)